# Harutaeographa eriza
Harutaeographa eriza là một loài bướm đêm trong họ Noctuidae.